# Opuntia humifusa
Opuntia humifusa  è una pianta della famiglia delle Cactacee.
La pianta ha avuto tantissimi nomi, dopo che Linneo la denominò Cactus opuntia nel 1793; ancora oggi è rintracciabile con i sinonimi di Opuntia vulgaris, dovuto a parecchi autori, Opuntia rafinesquei, dato da Engelmann nel 1856, e alcuni meno usati, come Opuntia compressa, dato da James Macbride.

## Descrizione
La pianta è bassa, diffusa, più o meno prostrata, talvolta eretta, con cladodi ovali o discoidi, piatti e poco spessi, lunghi 10–15 cm e areole distanziate con glochidi bruno-giallastri. Le spine sono spesso assenti o nascono sulle areole marginali; di solito, se appaiono, ve n'è una conica, biancastra, lunga fino a 2,5 cm, e, specialmente sulle giovani piante, altre 2-3 piccole e con punta bruna. I fiori sono larghi fino a 5–8 cm, con segmenti del perianzio giallo zolfo dalla base rossastra. I frutti sono piriformi e glabri.

## Distribuzione e habitat
L'areale di Opuntia humifusa si estende dal nord degli Stati Uniti orientali fino al Messico settentrionale.

## Coltivazione
La propagazione avviene per talea.